# Кієвиці (Мазовецьке воєводство)
Кієвиці (пол. Kijewice) — село в Польщі, у гміні Пшасниш Пшасниського повіту Мазовецького воєводства.
Населення — 93 особи (2011).
У 1975-1998 роках село належало до Остроленцького воєводства.

## Демографія
Демографічна структура станом на 31 березня 2011 року:
|          | Загалом | Допрацездатний вік | Працездатний вік | Постпрацездатний вік |
| -------- | ------- | ------------------ | ---------------- | -------------------- |
| Чоловіки | 42      | 3                  | 35               | 4                    |
| Жінки    | 51      | 11                 | 30               | 10                   |
| Разом    | 93      | 14                 | 65               | 14                   |